# Век Якова
«Век Якова» (укр. Століття Якова) — роман украинского писателя Владимира Лиса. Книга была опубликована в 2010 году издательством «Клуб семейного досуга».
Роман является своеобразным эпосом-биографией полесского украинца, который за свой столетний возраст пережил пять государств: Российскую империю, УНР, Польшу, гитлеровскую Германию и СССР. Дожив до провозглашения независимости Украины, он оказался перед лицом семейной и национальной драмы, запрограммированной катастрофами XX века. С языковедческой точки зрения книга интересна употреблением настоящего западнополесского диалекта, который до сих пор активно используют в тех краях.

## Сюжет
В сюжетном плане действие романа происходит в трех плоскостях:
- В течение последнего столетнего года полесского крестьянина Якова Меха из села Згораны на Волыни,
- За пять лет до этого, когда он спасает забредшую в его деревню наркоманку Леночку,
- В течение двадцатого века на территории Западной Украины.

## Отзывы
По мнению Александра Клименко, «Век Якова» является качественным произведением для массового читателя. Роксолана Свято положительно отнеслась к книге и отметила ряд литературных приёмов автора, делающих его произведение кинематографичным и как нарочно написанным для экранизации.

## Экранизация
В июле 2015 года генеральный директор медиагрупы «1+1 медиа» Александр Ткаченко сообщил о приобретении прав на экранизацию романа и начале подготовки к его экранизацию. Автором сценария стал писатель Андрей Кокотюха, режиссёром-постановщиком - Бата Недич. Премьера картины состоялась 30 сентября 2016 года на телеканале "1+1".

## Награды и номинации
В 2010 году книга получила Гран-при конкурса «Гранд-Коронация» в рамках проведения юбилейного конкурса «Коронация слова — 2010». Роман вошёл в длинный список из 32 произведений книжной премии Украинской службы Би-Би-Си".